# 종4위
종4위(従四位)는 일본의 위계와 신계의 자리 중 하나이다. 정4위 아래 정5위의 윗 단계에 위치한다. 추존의 경우에는 증종4위를 내린다.

## 개요
율령제 하에서 종4위는 상하(上下)로 나뉘어 졌으며, 훈등에서는 훈4등에 상당하고, 관위상당은 종4위상이 태정관의 좌우변관, 종4위하가 직이 대부, 근위부의 중장, 검비위사(検非違使), 장인두(蔵人頭), 경직(京職)의 대부 등 조정의 행정을 담당하는 경관의 장관 또는 차관 정도의 관직이 이 위계에 해당했다.
종4위하 이상, 정4위상의 자리에 있는 자는 공경과 나란히 섰으며, 그 사람의 경칭은 씨와 휘 아래 조신(朝臣)을 붙여 자칭 조신이 기본이다. 예를 들어 ‘호소카와 우경대부 종4위 미나모토노 가쓰모토 조신’(細川右京大夫従四位下源勝元朝臣) 등이다.
3위 이상을 공경으로 하는 율령제 하에서 4위는 후지와라 씨(藤原氏) 방계에 해당하는 자와 비후지와라 씨의 중급 귀족이 많았다. 무문의 동량인 세이와겐 씨(清和源氏), 간무헤에 씨(桓武平氏)가 종5위하를 처음 서임받았고, 정4위를 습득해도 극위가 된 시대에는, 본가의 혈통이라고 해도 어느 정도의 무훈이 없으면 오르지 못했다.
그러나 가마쿠라 시대 이후가 되면서 가마쿠라 막부가 들어선 이후 실력을 닦아 차례로 정적을 몰아냈던 호조씨(北条氏)가 막부의 집권직을 장악한 이후는 호조 씨의 적통 도쿠소가 정4위상까지 올라게 되었고, 호조 씨 일가와 유력한 고케닌이 종4위 아래 등의 벼슬에 이르게 되었다. 또한 무로마치 시대 이후가 되면서 유력한 수호 다이묘에 서임을 했다. 특히 삼관령 네 직책을 맡는 아시카가 가문이나 유력 수호, 혹은 명문 수호 가문이 종4위하에 서임되었다.
또한 아시카가 막부에서는 대대로 권대납언 등 공경 정도의 위계를 처음 서임했지만, 무로마치 시대 후기에는 아시카가 막부에서 후속 장군의 후계자를 둘러싼 다툼이 일어나게 되었고, 제13대 쇼군　아시카가 요시테루, 아시카가 요시아키 등이 종4위하에서 정이대장군이 되었고, 정4위가 되지 않고 종4위 그대로 공경에 반열에 오른 예도 볼 수 있었다.
전국 시대에 들어가면서 원래는 삼관령 호소카와 씨의 가신으로 수호대의 가문이었던 미요시씨가 막부 상반의 무리에 끼어 종4위하에 서임됨에 따라 그 신하인 마쓰나가 히사히데도 가주와 마찬가지로 종4위하에 오르는 등 집안이나 신분에 관계없이 실력에 따라 벼슬을 주기도 하였다.
무로마치 막부를 멸하고, 만인지상 일인지하를 눈앞에 두고 횡사한 오다 노부나가의 후계자로, 도요토미 히데요시가 천하인이 되면서, 히데요시는 관백에 올랐다. 도쿠가와 이에야스와 마에다 토시이에 등의 중신이 2위, 3위로 서임되었고, 종4위는 그 적자를 비롯해 자녀의 위계로 발령된다.
또한 이에야스가 에도 막부를 열면서 가문 다이묘와 후다이 다이묘 중 로주 등의 중역으로 부상한 사람, 권세가, 도자마 다이묘 중 10만석 이상의 고쿠슈 다이묘가 이 위계에 서임되었다.
메이지 시대의 종4위는 화족의 작위, 남작을 처음 서임 받는 위계에 해당했으며, 육군, 해군에서는 중장 정도였고 기타 서위 조례에서, 칙명을 받는 대상이 되었던 화족에 준하는 예우로 자리매김하였다.

## 같이 보기
- 관위
- 추증
- 대부